# 何文田邨公共運輸交匯處
何文田巴士總站（英語：Ho Man Tin Bus Terminus）是香港九龍九龍城區採石山何文田邨景文樓南面的一個已停用巴士總站，位於常富街的終端。停用前有一條過海隧道巴士以該地為巴士總站和四條路經之路線服務該區的居民。
何文田巴士總站早於1973年何文田邨初建成時興建，當時的巴士總站是建於今景文樓和現在已拆卸的第五座大廈之間，途經車輛一律必須經常盛街。2003年初，為配合陳瑞祺（喇沙）小學新校舍工程的展開，政府興建第2代何文田巴士總站，新總站於2003年6月29日開放。此站雖為總站，但停用前只有109號線作為終點站，其餘巴士路線僅作為中途站。

## 總站路線資料

### 過海隧道巴士109線
- 何文田 ↔ 中環（港澳碼頭）

提供何文田邨往來中上環的巴士服務，於1986年5月5日起投入服務。

## 總站路線資料（專線小巴）

### 九龍區專線小巴8S線
- 尖沙咀（漢口道） ↔ 何文田邨

## 途經路線資料（巴士）

### 九龍巴士7B線
- 樂富 ↔ 紅磡（紅鸞道）

提供紅磡往來樂富邨和橫頭磡邨的巴士服務，於1964年12月1日起投入服務，以配合橫頭磡人口增長。
來回方向都途經此交匯處

### 九龍巴士8號線
- 尖沙咀碼頭 ↔ 九龍站

提供尖沙咀往來油麻地和西九龍發展區的巴士服務，於1974年8月16日起投入服務。
來回方向都途經此交匯處

### 九龍巴士17線
- 觀塘（裕民坊） ↔ 何文田（愛民邨）

提供愛民邨往來觀塘的巴士服務，於1975年10月1日起投入服務。
往觀塘方向才途經此交匯處

### 九龍巴士18線
- 長沙灣（海達邨） ↺ 愛民

提供愛民邨往來旺角和大角咀的巴士服務，於1975年8月1日起投入服務，為九巴首條以循環線形式運作的巴士路線。
往愛民方向才途經此交匯處

## 途經路線資料（專線小巴）

### 九龍區專線小巴28M線
- 旺角（快富街） ↔ 偉恒昌新邨

繁忙時間隔班途經此交匯處，其餘時間都途經此交匯處

## 鄰近地點
- 何文田邨
- 香港都會大學
- 香港足球總會
- 旅港開平商會中學
- 德蘭中學
- 房委會總部
- 常樂邨

## 外部連結
- 香港巴士大典上的相关条目：何文田邨公共運輸交匯處